# Capitalismo cognitivo
El capitalismo cognitivo son las prácticas económicas sobre las producciones de conocimiento enmarcadas en el capitalismo globalizado de finales del siglo XX y principios del XXI. Junto al capitalismo relacional y al capitalismo de los afectos es considerado la base del capitalismo sobre bienes inmateriales. La cultura se encuentra a día de hoy —como la mayor parte de las actividades sociales— absorbida por la lógica del mercado y la «neoliberalización» de todos los procesos creativos.

## Capitalismo cognitivo y propiedad intelectual

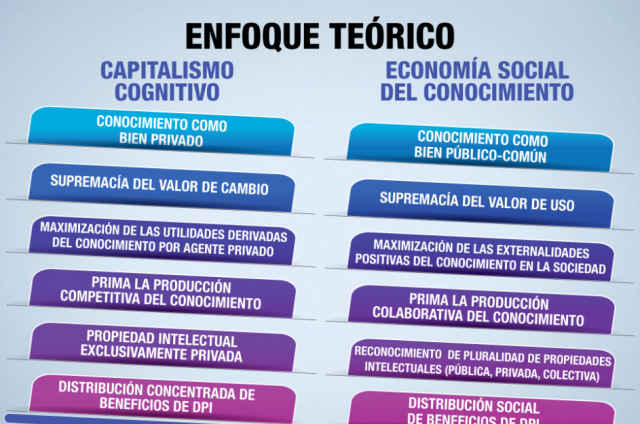
Comparación entre los atributos del capitalismo cognitivo y los de la economía social del conocimiento

El surgimiento está profundamente ligado a la justificación de la expresión «propiedad intelectual» donde la producción de conocimiento y bienes inmateriales están sujetos a la lógica de la escasez artificial. Esta justificación se consigue equiparando los bienes materiales en los que ya se ha interiorizado el concepto de propiedad privada basada en la antagonía («si yo tengo un material entonces tú no lo tienes») y la exclusividad («si es mío, entonces yo decido que tú no lo puedes disfrutar») con los inmateriales donde hasta entonces se relacionaban con la creatividad, la originalidad y que cobraban valor por sí mismos en el acto directo del comunicado público.
Franco Berardi señala que hay que caracterizar los procesos, diferentes pero integrados, que ha suscitado la transformación tecnológica: por un lado, la puesta en red, consistente en la coordinación de los diferentes fragmentos de trabajo en un único flujo de información y de producción, posibles dado las infraestructuras de la red telemática; y la diseminación del proceso de trabajo por un archipiélago de islas productivas formalmente autónomas, no obstante coordinadas y dependientes. Esto debilita la figura del mando central en su carácter de imposición jerárquica localizada, pasando a una función transversal desterritorializada, por lo tanto, dotando al trabajador autónomo de capacidad –al menos en parte– de decisión y apropiación de los instrumentos de trabajo para desviarlos hacia actividades no mercantiles o controladas por él. 
Esto incide en que el coste de producción de conocimiento se vuelva incierto. El valor de uso de éste no es ya el punto fijo sobre el cual basar el valor mercantil. Una de las maneras en que se lleva a cabo el control en este ámbito está ligada a la capacidad práctica de limitar su libre difusión, o sea, limitar con medios jurídicos –ya sea patentes, derechos de autor, licencias, contratos– o monopolistas, la posibilidad de copiar, imitar, de «reinventar», de aprender conocimientos de otros. Estas medidas se llevan a cabo en tanto, como señala Moulier Boutang, la actividad gratuita incesante va mucho más allá de lo que la economía política tradicional considera como el único trabajo que merece remuneración, por lo tanto, lo que constituye su fuente de valor. Es central comprender que en el contexto del capitalismo cognitivo, el valor del conocimiento no es fruto de la escasez, sino que se desprende únicamente de las limitaciones estables, institucionalmente o de hecho, al conocimiento.
La articulación de los procesos productivos inmateriales en el contexto del capitalismo cognitivo han incidido en los procesos reformas a los sistemas de educación superior, como es el caso del Plan Bolonia, definiéndose en relación con la necesidad de regular el flujo de los conocimientos desarrollados en la Academia, controlando aquellos elementos que exceden el marco definido por la demanda de saberes desde el mundo empresarial, articulando aquello que autores ligados a la Universidad Nómada han planteado como el surgimiento de la Universidad-Empresa.

## Capitalismo y subjetividad
En la actualidad el capitalismo como sistema de vida abarca todos los aspectos y de esta forma se consolida y se reproduce como sistema de pensamiento dominante. Ese es su mayor logro para influir en la subjetividad.
Algunos autores llaman a este sistema, Capitalismo Informacional, Capitalismo Cognitivo que sería una de las tantas caras que puede adquirir este sistema para que siga siendo capitalista, es decir para que siga acumulando riqueza a través de diversos mecanismos de control y de poder.
La subjetividad, tomando aportes de Liliana Volando, refiere al sujeto a su modo de pensar, de sentir, de actuar en el mundo de lo social. Este concepto se entiende como una construcción que se consigue a partir de un proceso psíquico que inicia el ser humano desde el nacimiento y que además requiere de un otro social, ese otro como referente de la cultura, representante de la vida en sociedad, atravesado por la ley y los códigos que imperan en ella. Entonces, la subjetividad es un campo que este sistema capitalista necesita conquistar para desarrollarse.
Por lo tanto, es interesante analizar la relación entre el capitalismo actual y los procesos de constitución de la subjetividad, teniendo en cuenta que el capitalismo como sistema actúa en distintas dimensiones en lo político, económico y también en lo cultural, por ende actúa y se infiltra en la construcción de la subjetividad. Lo importante de esta relación es que permite develar algunos de los mecanismos técnicos, científicos, ideológicos que se utilizan para cumplimentar sus objetivos, permite ver los efectos que producen y los espacios que deja para la actuación de las fuerzas de resistencia en el entramado social.
La sociedad actual, llamada por diferentes autores como sociedad de la información, sociedad del conocimiento, sociedad posindustrial, presenta características particulares que se deben a la incorporación de las tecnologías de la información y la comunicación, este factor crea un espacio social que influye en los procesos de construcción de la subjetividad y por lo tanto incide también en los mecanismos de percepción y capacidad atencional que dependen de dicho proceso de subjetivación. Todos estos mecanismos que involucran los procesos psíquicos del sujeto están hoy en mutación por el factor «teletecnomediático». Entonces, puede pensarse que la influencia de las nuevas tecnologías debe ser un aspecto a tener en cuenta.
Tal es así que la autora Alicia Fernández establece una relación entre las características del contexto actual y el moldeamiento de las subjetividades en relación con lo que denominó «modalidades atencionales», las cuales se construyen a lo largo de la vida de cada persona. «Las modalidades atencionales singulares se conforman en correspondencia con los modos atencionales propuestos y/o impuestos por la sociedad», afirma. Entonces menciona que el contexto teletecnomediático actual impone en forma vertiginosa transformaciones que forman nuevas escrituras, y modifican los modos de representación de la realidad en concomitancia a las modalidades atencionales singulares a cada sujeto.
Fernández sostiene que los tiempos telemáticos actuales, los mundos virtuales, Internet con su globalización, la informática en general, los videojuegos y la televisión «forman nuevas escrituras e 'inscrituras' que modifican nuestros modos de representación».
Otros autores han investigado la relación que se da entre el capitalismo actual y los procesos de subjetivación, como José Enrique Ema López en su trabajo Qué sujeto, qué vínculo, qué libertad expone que el capitalismo, como un modo de subjetivación, promueve un determinado tipo de vínculo social, precisamente aquel que supone el no establecimiento de vínculos, la búsqueda de lo individual del propio placer, en realidad por tanto, «la desvinculación social». Es importante lo que desarrolla el autor en cuanto a la estructura que hace posible este modo de subjetivación, «los mandatos, las concepciones de sujeto, el ideal liberal de sujeto autónomo capaz de elegir libremente funciona como un fetiche que permite encadenarnos a esta lógica y despolitizar nuestra propia constitución como sujeto y el contexto social, económico y político que lo hacen posible» en tal sentido parece ser que este ideal es afín o funcional a la modalidad capitalista imperante.
Por otro lado, Paula Sibilia aporta otro marco de análisis que permite profundizar en la relación dialéctica que se da entre capitalismo cognitivo y subjetividad. La autora introduce el concepto de poder y sus mecanismos para comprender cómo operan desde las biopolíticas, en la vida de los sujetos. En su libro El hombre postorgánico, Paula Sibilia retoma aportes de Foucault, en cuanto a considerar las implicancias de dos técnicas definidas en el marco del capitalismo industrial: disciplina y biopolíticas, que funcionan como legitimadoras de este orden político-económico-social. El concepto de «disciplina» entendida como dispositivos y medidas para domesticar los cuerpos individuales; y el concepto de «biopolíticas» como dispositivos de poder que intervienen planificando, regulando, previendo aspectos en las poblaciones. La primera, pone el foco en el eje persona-cuerpo y la segunda, en el eje persona-especie. En tal sentido estas técnicas actúan tanto a nivel microsocial como a nivel macrosocial.
Como elemento constitutivo en la articulación de estas dos técnicas, toma el concepto de biopoder de Foucault, que es una especie de poder peculiar ejercido sobre las personas en tanto seres vivos, una «estatización de lo biológico» según sus palabras. Este tipo de poder apunta a la vida, produce, hace crecer, ordena, canaliza fuerzas en pos de formatear cuerpos y almas que se acomoden a lo que el capitalismo requiere.
De todas maneras, es fundamental reconocer que la centralidad de quién interviene en las biopolíticas se ha corrido del Estado capitalista a las corporaciones transnacionales interpelando, según Sibilia, cuerpos y subjetividades con el lenguaje del mercado. Una subjetividad con individuos adaptados a «los circuitos integrados del capitalismo global», cuerpos conectados de forma ávida, ansiosos, sintonizados y con la característica que no se pierde con el paso del tiempo, el que sigan siendo «cuerpos útiles». Aunque parecer imposible de cambiar, también es dentro del mismo sistema donde se desarrollan nuevas formas de resistencia que implican mirar y desarrollar nuevas formas de subjetivación del sujeto, redefinición de las certezas que conformaron nuestro modo de entender el mundo.